# Clemens Martini (Textilindustrieller, 1799)
Karl Clemens Martini (* 12. Dezember 1799 in Biberach an der Riß; † 3. August 1862 in Augsburg) war ein deutscher Textilindustrieller in Augsburg.

## Biographie

### Familie
Martini war ein Sohn des Biberacher Wundarztes Joseph Xaver Alexius Martini und seiner zweiten Ehefrau Maria Carolina, geb. Zink. Aus dieser Ehe gingen zehn Kinder hervor, von denen Eberhard Karl, Ferdinand Candidus und Ludwig Sebastian  Martini als Ärzte Bekanntheit erlangten. Ein weiterer Bruder war der Maler Karl Anton Martini. Clemens Martini erhielt eine kaufmännische Ausbildung in Meßkirch und in der Schweiz.

### Tätigkeit für einen Textilgroßhändler
Martini begann seine berufliche Laufbahn als Handelsvertreter bei dem in Kaufbeuren ansässigen Textilgroßhändler Georg Heinzelmann. Im Jahr 1829 ließ sich Heinzelmann eine in den Vereinigten Staaten von Amerika erfundene Flachsbrechmaschine für das Erzherzogtum Österreich und das Königreich Bayern patentieren, während Martini das Patent für das Königreich Württemberg erlangte. Auch an der Erlangung des Patents für Österreich hatte er dank der Mithilfe seines damals in Wien lebenden Bruders Ludwig Martini entscheidenden Einfluss. Die Maschine scheint sich zwar am Markt nicht durchgesetzt zu haben, jedoch gewann Heinzelmann einen positiven Eindruck vom Engagement Martinis.

### Kauf einer Manufaktur
Mit der stetig zunehmenden Textilproduktion insbesondere Augsburger Unternehmen wuchs auch der Bedarf an Firmen aus dem Bereich der Textilveredelung.
Im Jahr 1832 erwarb Martini von den Gläubigern der Firma von Molo & Comp. für 7000 Gulden ein am Lochbach gelegenes Bleichgut in Haunstetten. Der Preis war für die damalige Zeit sehr günstig. Allerdings hatten bereits zwei Voreigentümer Insolvenz anmelden müssen und die alte Rasenbleicherei war über mehrere Jahre hinweg von verschiedenen Pächtern ohne großen Erfolg betrieben worden.
Der Kaufmann Martini verfügte aus seiner Zeit bei Heinzelmann über ausreichende Erfahrung um zu wissen, dass er den handwerklichen Betrieb zu einem zeitgemäßen Industrieunternehmen umstrukturieren musste, wenn er Erfolg haben wollte. Mit dem Teilhaber Georg Heinzelmann hatte er bis zu seinem Ausscheiden im Jahr 1840 den dazu erforderlichen finanzstarken Partner. Dieser erhielt für seine Beteiligung allerdings auch die Hälfte des Ertrags. Zur fachlichen Unterstützung holte er seinen Bruder, den erfahrenen Färber Friedrich (genannt Fritz) Martini, ins Unternehmen.

### Aufbau eines Industriebetriebes
Im Jahr 1833 erhielt Martini, der anfangs nur Leinwand und Kattun bleichen durfte, auch die Konzession zum Färben und zur Appretur von Leinen- und Baumwollstoffen.
In den ersten Jahren belieferte Martini ausschließlich Kunden in seinem alten Tätigkeitsgebiet Oberschwaben, dann begann das Unternehmen im In- und Ausland zu expandieren. Es wurde zwar zum großen Teil für fremde Rechnung gearbeitet, teilweise wurden auch eigene Stoffe veredelt. Um die steigende Nachfrage befriedigen zu können, baute Martini das Werk in Haunstetten immer weiter aus. Im Jahr 1842 wurde die Kraft von drei Wasserrädern genutzt. Darüber hinaus war die erste Dampfmaschine bereits in Planung. Die Bleicherei und die Färberei waren erweitert worden. Für die Appretur standen vier Mangeln, zwei Kalander sowie Klär- und Trockenmaschinen zur Verfügung. Die Tätigkeiten erfolgten teils für fremde, teils für eigene Rechnung.

### Zusammenarbeit mit Johann Georg Käß
Im Jahr 1847 gelang es Martini, von seinem Verwandten Johann Georg Käß, der die vormals Froelich'sche Bleicherei und Appreturanstalt am Hanreibach in Augsburg erworben hatte, deren Mitbenutzung auszuhandeln. Im Folgejahr übernahm er den Betrieb vollständig als Filiale des Haunstettener Werks und investierte in zeitgemäße technische Einrichtungen. Käß blieb stiller Teilhaber. Die Textilveredelungsfirma Martini war bald darauf in Deutschland in ihrer Art führend. Die Werke in Haunstetten und Augsburg, in denen insgesamt 70 Arbeiter beschäftigt waren, hatten zwischenzeitlich den Sprung von der handwerklichen zur industriellen Fertigung vollzogen. Dabei überzeugten die Produkte aus dem Hause Martini & Cie. weiterhin durch sehr hohe Qualität.
Die Zusammenarbeit zwischen Martini und Käß verlief nicht spannungsfrei. Im Jahr 1860 trennten sich die beiden. Martini übernahm mit seinem Bruder das Augsburger Werk, Käß den etwas größeren Haunstetter Stammbetrieb, der erst durch die übernächste Generation für das Unternehmen Martini & Cie. zurückerworben werden konnte.

### Nachfolgeregelung
Martini, wie auch sein im Unternehmen mitarbeitender Bruder waren unverheiratet geblieben. Daher sorgte er rechtzeitig dafür, dass zwei seiner Neffen, die Cousins Wilhelm Martini und Victor Martini, die Nachfolge im Unternehmen antreten konnten.

## Würdigung
1973: In Augsburg-Haunstetten erhält die Martinistraße ihren Namen nach dem Firmengründer Clemens Martini.